# 鳥栖久留米道路
鳥栖久留米道路（とすくるめどうろ）は、佐賀県鳥栖市から福岡県久留米市に至る予定の国道3号のバイパス。

## 概要
国道3号を中心とした久留米市中心部の慢性的な渋滞の解消を目的にしており、将来は都市計画道路東合川野伏間線（2014年（平成26年）に全線開通）と一体となって、久留米市東部の環状道路としての役割を果たす予定である。
平成19年度に事業化された。
本線は筑後川を含む4つの河川（宝満川・大木川・思案橋川）を渡る形となる。

### 路線データ
- 起点：佐賀県鳥栖市高田町（＝国道3号交点）
- 終点：福岡県久留米市東合川五丁目（＝国道322号交点、東合川野伏間線起点）
- 距離：約4.5km（うち佐賀県側1.0km）
- 道路規格：第3種第1級
- 設計速度：80km/h
- 車線数：4車線

## 交差する道路
- 背景色が■である部分は道路が供用されていない、または完成していないことを示す。

| 交差する道路                           | 交差する場所 | 交差する場所 | 交差する場所 | 路線番号  | 北九州から (km) |
| -------------------------------------- | ------------ | ------------ | ------------ | --------- | --------------- |
| 国道3号                                | 佐賀県       | 鳥栖市       | －           | －        | -               |
| 県道88号久留米小郡線                   | 福岡県       | 小郡市       | －           | －        | -               |
| 国道322号                              | 福岡県       | 久留米市     | －           | －        | -               |
| 国道322号                              | 福岡県       | 久留米市     | －           | 国道322号 | -               |
| 国道210号                              | 福岡県       | 久留米市     | 野々下       | 国道322号 | -               |
| E3 九州自動車道 久留米インターチェンジ | 福岡県       | 久留米市     | －           | 国道322号 | -               |
| 国道322号                              |              |              |              |           |                 |